# Bertrand Lagier de Figeac
Pour les articles homonymes, voir Lagier.
Bertrand Lagier de Figeac, le cardinal de Glandèves, est un cardinal français né vers 1320 à Figeac dans l'actuel département du Lot et décédé le 8 novembre ou (18 novembre) 1392 à Avignon. Il est membre de l'ordre des franciscains.

## Repères biographiques
Bertrand Lagier de Figeac est notamment professeur à l'université de Montpellier. En 1357 il est élu évêque d'Assise et en 1368 il est transféré au diocèse de Glandèves. Il est l'auteur des traités Contra errores et ritus graecorum et De schismate et contra haereses sui temporis.
Il est créé cardinal par  le pape Grégoire XI lors du consistoire du 30 mai 1371. Le cardinal de Figeac est légat apostolique auprès du roi Jean Ier de Castille. Il participe aux deux conclaves de 1378, lors desquels sont élus Urbain VI et l'antipape Clément VII. Il rejoint l'obédience d'Avignon de l'antipape. 